# At the Speed of Life
At the Speed of Life från 1996 är det första albumet med Xzibit (Alvin Joiner). Det spelades in efter att han träffat en skivbolagsproducent, när han hade flyttat till Los Angeles. Albumet nådde plats 74 på Billboard 200. Singeln Paparazzi var med i soundtracket till tv-spelet Tony Hawk's Pro Skater 3. En instrumental version av låten var med i sista scenen i det sjätte avsnittet i tv-serien Sopranos, avsnittet hette "Pax Soprana".

## Låtlista
1. "Grand Opening"
2. "At the Speed of Life"
3. "Just Maintain"
4. "Eyes May Shine"
5. "Positively Negative"
6. "Don't Hate Me" (Interlude)
7. "Paparazzi"
8. "The Foundation"
9. "Mrs. Crabtree" (Interlude)
10. "Bird's Eye View"
11. "Hit & Run"
12. "Carry the Weight"
13. "Plastic Surgery"
14. "Enemies & Friends"
15. "Last Words" (Interlude)

## Samplingar
At the Speed of Life
- Dialog från filmen Taxi Driver

Eyes May Shine
- "Minnie's Lament" av Minnie Riperton
- "Inner City Blues" av Grover Washington Jr.
- "The Start of Your Ending" av Mobb Deep

Paparazzi
- "Pavane" av Gabriel Fauré

The Foundation
- "The Stranger" av Billy Joel

Enemies & Friends
- "Enlightment" av Billy Paul

Bird's Eye View
- "Long Red" av Mountain
- "Dream Weaver" av Little Boy Blues

## Singlar
- "Paparazzi" - Utgiven 27 maj 1996. (Nådde plats 83 på Billboard Hot 100)
- "The Foundation" - Utgiven 11 november 1996 (B-sida: "Eyes May Shine (remix)")
- "Eyes May Shine"  - Utiven 1996